# Cornelius C. Kubler
Cornelius C. Kubler (* 1951) ist ein Professor für Asian Studies am Williams College.
Er studierte an der Cornell University, an der er 1972 seinen B.A. in Linguistik und Chinesisch und 1975 seinen M.A. in Linguistik ablegte. Im Anschluss daran schloss er 1978 ein Masterstudium der Chinesischen Literatur an der National Taiwan University ab und promovierte 1981 an der Cornell University im Fach Linguistik zum Ph.D. Seit 1991 ist er Professor für Asian Studies am Williams College. Kubler und Ping Wang fanden 2012 heraus, dass das Hauptmotiv aus Puccinis Oper Madama Butterfly auf dem chinesischen Volkslied Shiba Mo basiert. 2014 ernannte die SAIS Kubler zum US-amerikanischen Co-Direktor des Hopkins-Nanjing Center for Chinese and American Studies, einer Kooperation zwischen Johns Hopkins University und Universität Nanjing.

## Werke
- Vocabulary and Notes to Ba Jin's Jia: An Aid for Reading the Novel (Cornell East Asia, No. 8) (Cornell East Asia Series Number 8), 1976, ISBN 978-0-939657-08-7
- Varieties of Spoken Standard Chinese: Volume II: A Speaker from Taipei (Publications in Modern Chinese Language and Literature, 4) (English and Cantonese Edition) (mit George T.C. Ho), ISBN 978-90-6765-040-3
- The Development of Mandarin in Taiwan 國語在臺灣之演變, Student Book Company, Taipei, 1985.
- A Study of Europeanized Grammar in Modern Written Chinese 白話文歐化語法之研究, Student Book Company, Taipei, 1985.
- Read Chinese Signs 中文路標與招牌的認識 [mit S. Chi], Cheng & Tsui Co., Boston, 1993.
- Listening Comprehension in Chinese: Performing Comic Dialogs 說相聲, Far Eastern Publications, Yale University, 1995.
- NFLC Guide for Basic Chinese Language Programs 基礎中文指南 (2nd ed.), bearbeitet von C. Kubler, National Foreign Language Resource Center, The Ohio State University, 2006.
- Chinese as a Foreign/Second Language in the Study Abroad Context 汉语作为第二语言习得的留华教育研究, bearbeitet von C. Lee, C. Kubler, H. Liang, und V. Ling, Peking University Press, Beijing, 2008.
- What Works: Helping Students Reach Native-like Second-Language Competence [mit B. Leaver et al.], MSI Press, 2008.
- 500 Common Chinese Idioms: An Annotated Frequency Dictionary 成語五百條 [mit L. Jiao and W. Zhang], Routledge, 2011. ISBN 978-0-415-77682-0
- Basic Spoken Chinese 基礎中文聽與說, Tuttle Publishing, 2011. ISBN 978-0-8048-4015-6
  - Basis Chinesisch Sprechen - Lehrbuch, Chinabook E. Wolf, 2017, ISBN 978-3-905816-62-4,
- Basic Spoken Chinese Practice Essentials 基礎中文聽與說練習冊 [mit Y. Wang], Tuttle Publishing, 2011. ISBN 978-0-8048-4014-9
  - Basis Chinesisch Sprechen - Übungsbuch, Chinabook E. Wolf, 2017, ISBN 978-3-905816-63-1,
- Basic Written Chinese 基礎中文讀與寫, Tuttle Publishing, 2012. ISBN 978-0-8048-4016-3
  - Basis Geschriebenes Chinesisch - Lehrbuch, Chinabook E. Wolf, 2015, ISBN 978-3-905816-60-0
- Basic Written Chinese Practice Essentials 基礎中文讀與寫練習冊 [mit J. Kubler], Tuttle Publishing, 2012. ISBN 978-0-8048-4017-0
  - Basis Geschriebenes Chinesisch - Arbeitsbuch, ISBN 978-3-905816-61-7, Chinabook E. Wolf, 2015
- Intermediate Spoken Chinese 進階中文聽與說, Tuttle Publishing, 2013. ISBN 978-0-8048-4018-7
- Intermediate Spoken Chinese Practice Essentials 進階中文聽與說練習冊 [mit Y. Wang], Tuttle Publishing, 2013. ISBN 978-0-8048-4019-4
- Intermediate Written Chinese 進階中文讀與寫, Tuttle Publishing, 2016. ISBN 978-0-8048-4020-0
- Intermediate Written Chinese Practice Essentials 進階中文讀與寫練習冊 [mit J. Kubler], Tuttle Publishing, 2016. ISBN 978-0-8048-4021-7